# 亚洲长瘤蟹蛛
亚洲长瘤蟹蛛（学名：Simorcus asiaticus）为蟹蛛科长瘤蟹蛛属的动物。在中国大陆，分布于浙江等地。该物种的模式产地在浙江。